# Sowjetische Handballmeisterschaft der Männer
Die Sowjetische Handballmeisterschaft der Männer (russisch Чемпионат СССР по гандболу среди мужчин) war die höchste Liga in der Sowjetunion für Vereinsmannschaften im Handball der Männer.

## Geschichte
Zwischen 1955 und 1961 wurde die Meisterschaft im Feldhandball im elf-gegen-elf auf dem Großfeld ausgetragen.
Ab 1961 wurde in der Halle im sieben-gegen-sieben gespielt. Die Teilnehmer qualifizierten sich über regionale Meisterschaften und teilweise weitere vorgeschaltete Turniere. Zeitweise stieg nur der Letztplatzierte ab. In der sowjetischen Meisterschaft wurde im Format jeder-gegen-jeden gespielt, wobei die Spiele an einem gastgebenden Ort mit einem Spiel pro Tag pro Mannschaft ausgetragen wurden. In einigen Jahren wurde in vier Runden an vier verschiedenen Orten mit je sieben Partien pro Mannschaft gespielt, so dass jede Mannschaft am Ende auf 28 Partien kam.
Über die sowjetische Meisterschaft qualifizierten sich die Mannschaften für den Europapokal. Der Meister nahm in der folgenden Saison am Europapokal der Landesmeister teil. Da es keinen sowjetischen Pokalwettbewerb gab, nahm der Zweitplatzierte der Meisterschaft am Europapokal der Pokalsieger teil. Der Drittplatzierte spielte ab 1982/83 im IHF-Pokal.
Die Spielzeit 1991/92 gilt offiziell als Meisterschaft der Gemeinschaft Unabhängiger Staaten.

## Feldhandballmeisterschaft
| Jahr | Goldmedaille     | Silbermedaille | Bronzemedaille                 |
| ---- | ---------------- | -------------- | ------------------------------ |
| 1956 | Oblast Moskau    | Lwiw           | Riga                           |
| 1957 | Burewestnik Kiew | SKIF Moskau    | Oblast Moskau                  |
| 1958 | OSK Odessa       | Oblast Moskau  | Institut W. I. Lenin Leningrad |
| 1959 | SKIF Lwiw        | MAI Moskau     | Trud Moskau                    |
| 1960 | MAI Moskau       | SKIF Moskau    | Trud Serpuchow                 |
| 1961 | Trud Moskau      | MAI Moskau     | SKA Leningrad                  |

## Hallenhandballmeisterschaft
| Jahr                                                | Goldmedaille       | Silbermedaille       | Bronzemedaille        |
| --------------------------------------------------- | ------------------ | -------------------- | --------------------- |
| 1962                                                | Burewestnik Tiflis | Tiraspol             | Atletas Kaunas        |
| 1963                                                | Atletas Kaunas     | ZAS Saporischschja   | Burewestnik Tiflis    |
| 1964                                                | Burewestnik Tiflis | ZAS Saporischschja   | SK Kunzewo            |
| 1965                                                | MAI Moskau         | Burewestnik Tiflis   | ZAS Saporischschja    |
| 1966                                                | SK Kunzewo         | Burewestnik Tiflis   | Žalgiris Kaunas       |
| 1967                                                | SK Kunzewo         | Burewestnik Tiflis   | Daugawa Riga          |
| 1968                                                | MAI Moskau         | SK Kunzewo           | ZAS Saporischschja    |
| 1969                                                | SK Kunzewo         | MAI Moskau           | Universität Krasnodar |
| 1970                                                | MAI Moskau         | SK Kunzewo           | Universität Krasnodar |
| 1971                                                | MAI Moskau         | SMetI Saporischschja | Universität Krasnodar |
| 1972                                                | MAI Moskau         | SK Kunzewo           | SMetI Saporischschja  |
| 1973                                                | ZSKA Moskau        | MAI Moskau           | SK Kunzewo            |
| 1974                                                | MAI Moskau         | ZSKA Moskau          | SMetI Saporischschja  |
| 1975                                                | MAI Moskau         | ZSKA Moskau          | SMetI Saporischschja  |
| 1976                                                | ZSKA Moskau        | MAI Moskau           | SK Kunzewo            |
| 1977                                                | ZSKA Moskau        | MAI Moskau           | Burewestnik Tiflis    |
| 1978                                                | ZSKA Moskau        | MAI Moskau           | SK Kunzewo            |
| 1979                                                | ZSKA Moskau        | MAI Moskau           | Granitas Kaunas       |
| 1980                                                | ZSKA Moskau        | MAI Moskau           | Burewestnik Tiflis    |
| 1981                                                | SKA Minsk          | Granitas Kaunas      | Burewestnik Tiflis    |
| 1982                                                | ZSKA Moskau        | SKA Minsk            | SII Saporischschja    |
| 1983                                                | ZSKA Moskau        | SKA Minsk            | SII Saporischschja    |
| 1984                                                | SKA Minsk          | ZSKA Moskau          | SII Saporischschja    |
| 1985                                                | SKA Minsk          | Granitas Kaunas      | ZSKA Moskau           |
| 1986                                                | SKA Minsk          | ZSKA Moskau          | Granitas Kaunas       |
| 1987                                                | ZSKA Moskau        | SKA Minsk            | MAI Moskau            |
| 1988                                                | SKA Minsk          | ZSKA Moskau          | SKIF Krasnodar        |
| 1989                                                | SKA Minsk          | Dinamo Astrachan     | SKIF Krasnodar        |
| 1990                                                | Dinamo Astrachan   | SKA Minsk            | SKIF Krasnodar        |
| 1991                                                | SKIF Krasnodar     | Dinamo Astrachan     | SKA Minsk             |
| Meisterschaft der Gemeinschaft Unabhängiger Staaten |                    |                      |                       |
| 1992                                                | SKIF Krasnodar     | SKA Minsk            | Dinamo Astrachan      |

### Medaillenspiegel
| Verein             | Gold | Silber | Bronze |
| ------------------ | ---- | ------ | ------ |
| ZSKA Moskau        | 9    | 5      | 1      |
| MAI Moskau         | 7    | 7      | 1      |
| SKA Minsk          | 6    | 5      | 1      |
| SK Kunzewo         | 3    | 3      | 4      |
| Burewestnik Tiflis | 2    | 3      | 4      |
| SKIF Krasnodar     | 2    | 0      | 6      |
| Granitas Kaunas    | 1    | 2      | 4      |
| Dinamo Astrachan   | 1    | 2      | 1      |
| ZAS Saporischschja | 0    | 2      | 2      |
| SII Saporischschja | 0    | 1      | 6      |
| Tiraspol           | 0    | 1      | 0      |
| Daugawa Riga       | 0    | 0      | 1      |